# Dalarik
Dalarik là một đô thị thuộc tỉnh Armavir, Armenia. Dân số ước tính năm 2011 là 4195 người.